# Taxi (Jawoll-Lied)
Taxi ist ein Poplied der Neuen-Deutschen-Welle-Band Jawoll aus dem Jahr 1982.

## Inhalt
Das deutschsprachige Lied beschreibt die Taxifahrt einer jungen Frau, die dem Taxifahrer von ihren Erlebnissen in der Diskothek berichtet. Es entwickelt sich ein – teils gesprochener – Dialog, der mit einem One-Night-Stand enden könnte. Ob es tatsächlich dazu kommt, bleibt jedoch offen. Nur im Video werden am Ende beide gemeinsam im Bett liegend gezeigt, wobei sie raucht und er immer noch (oder wieder?) seine Mütze trägt.

## Entstehung
Text und Komposition stammen von Jochen Bien, Richard Herberger, Matthias Kutschke, Kornelia Scholz und Robert Watson-Forster. Das Album wurde 1982 im Hamburger Rüssl Räckords-Studio aufgenommen und gemischt. Veröffentlicht wurde der Song auf dem einzigen Album Jawoll der Band Jawoll und anschließend als Single ausgekoppelt.

## Rezeption
Die Single erreichte Platz 14 der deutschen Single-Charts. Das Lied wurde der erfolgreichste Hit der Band und machte Jawoll schlagartig nach einem Fernsehauftritt in der Musiksendung Bananas über Kassels Grenzen bekannt. Auch in der ZDF-Hitparade trat Jawoll mit Taxi auf, am 5. Juli 1982, konnte jedoch nicht mindestens Platz drei erreichen, der für einen weiteren Auftritt nötig gewesen wäre.